# 1853 en philosophie
Chronologie de la philosophie
- 1849
- 1850
- 1851
- 1852
- 1853
- 1854
- 1855
- 1856
- 1857

L’année 1853 a été marquée, en philosophie, par les événements suivants :

## Publications
- Du Vrai, du Beau et du Bien de Victor Cousin.

- Première édition partielle de l'Essai sur l'inégalité des races humaines d'Arthur de Gobineau, qui sera édité en entier en 1855.

- Pierre-Daniel Huet : Mémoires de Daniel Huet traduits pour la première fois du latin en français par Charles Nisard (Éloge historique de l’auteur, par l’abbé d’Olivet. Lettre de M. Huet à M. Perrault sur le parallèle des anciens et des modernes. Lettre de M. Huet à M. le duc de Montausier dans laquelle il examine le sentiment de Longin sur le passage de la Genèse : « et Dieu dit : que la lumière soit faite ». Réfutation d’une dissertation de M. Le Clerc contre Longin), Paris, Hachette, 1853 Texte en ligne

- Versuch zur Verständigung über die neueste deutsche Philosophie seit Kant (Essai sur la philosophie allemande depuis Kant de Heinrich Ritter.

## Naissances
- 16 janvier : Vladimir Soloviev, philosophe et poète russe, mort en 1900.
- 18 février : Ernest Fenollosa, philosophe et japonologue américain, mort en 1908.
- 17 juillet : Alexius Meinong, philosophe et mathématicien autrichien, mort en 1920.

## Décès
- 7 février : Joseph Willm, pédagogue, philosophe et traducteur alsacien protestant, né en 1790.
- 21 juin : Franz Serafin Exner, philosophe et réformateur scolaire autrichien, né en 1802.
- 9 août : Josef Hoëné-Wronski, philosophe, mathématicien et scientifique polonais de langue polonaise et française, né en 1776.